# Plocama aucheri
Plocama aucheri är en måreväxtart som först beskrevs av Jean Baptiste Antoine Guillemin, och fick sitt nu gällande namn av Maria Backlund och Mats Thulin. Plocama aucheri ingår i släktet Plocama och familjen måreväxter. Inga underarter finns listade i Catalogue of Life.